# بهروز شاهوردی‌لو
بهروز شاهوردی‌لو (زادهٔ ۱۳۲۱ در ارومیه) از افسران پیشین ارتش شاهنشاهی ایران بود که پس از انقلاب ۱۳۵۷ به خارج از کشور رفته و به شاخهٔ نظامی نهضت مقاومت ملی ایران که مؤسس آن شاپور بختیار بود پیوست و روز ۲۵ شهریور ۱۳۶۴ در استانبول ترور شد. شاهوردی‌لو در زمان حکومت محمدرضا پهلوی در شهربانی در بخش مبارزه با گروه‌های تروریستی و خرابکاری (ساواک) کار می‌کرد.

## زندگی و تحصیلات
بهروز شاهوردی‌لو، در سال ۱۳۲۱ در رضائیه متولد شد. او تحصیلات ابتدائی و متوسطه را در دانشکدهٔ افسری شهربانی گذراند. دورهٔ سه ساله دانشکدهٔ افسری را با رتبهٔ اول با درجهٔ ستوان دومی به پایان رساند و در شهربانی کل کشور مشغول خدمت شد و در حین خدمت به درجهٔ سرگردی رسید. او در سال ۱۳۴۶ ازدواج کرد و سه فرزند داشت.
بعد از انقلاب ۱۳۵۷ شاهوردی‌لو از اولین کسانی بود که برای دستگیری او آمدند اما زمانی که خانهٔ او در محاصرهٔ مأموران بود، توانست بگریزد. در مدت جنگ و گریز با  مأموران مخفی و پاسداران، یازده بار محل او شناسائی شد و بالاخره در سال ۱۳۵۸ ناچار از راه کوهستان به ترکیه پناهنده شد. شاهوردی‌لو پس از فرار از ایران به سازمان نهضت مقاومت ملی ایران در خارج از کشور پیوست و بیش از پنج سال با آنها همکاری کرد. او سرپرستی یکی از تیم‌های نجات شاخهٔ نظامی نهضت مقاومت ایران را به عهده داشت.او بالاخره درمنزل خود توسط هادی عزیز مرادی از پشت سر در منزل خود ترور شد،شاهوردیلو فرد بسیار فرض و در تک تیراندازی تیرَش خطا نمیرفت،در ماجرای حمید اشرف نیز جزو نیروهای اصلی در آخرین عملیات کشتن اشرف حضور داشت. همسر او نیز ش،نظری او هم سروان ارتش شاهنشاهی بود که چند روز پس از گذر بهروز از کوهستان او نیز و بچه هایش  رض ،ال و گی از طریق کردستان از ایران خارج شدند.

## ترور
بهروز شاهوردی‌لو در روز ۲۵ شهریور ۱۳۶۴ هنگامی که در خواب بود، در خانهٔ خود در استانبول توسط چند نفر که یکی از آنها ۹ ماه هم‌خانهٔ وی بود، با شلیک چند گلوله کشته شد. یکی از افراد مهاجم ۱۰ ماه قبل از کشته شدن شاهوردی‌لو به او مراجعه کرد و خود را «یک جوان ایرانی که از رژیم خمینی» فرار کرده‌است معرفی کرد و تقاضای کمک داشت. 
پلیس ترکیه در گزارش خود گفته‌است که مهاجمین چند نفر بودند و دو قبضه اسلحهٔ کمری با صدا خفه کن در نزدیکی محل حادثه کشف شد. روزنامه‌های ترکیه در گزارش‌های خود، ایران را حامی گروه‌های تروریستی در ترکیه دانستند و در گزارشی آمده‌است: «نقطهٔ مشترک همهٔ اعضای دستگیر شدهٔ گروه‌های اسلامی تروریستی تاکنون این بوده که همه در ایران آموزش چریکی دیده و از حمایت مالی و آموزشی ایران برخوردار هستند.» و در ادامه اسامی ۲۱ نفر از جمله شاهوردی‌لو را جز لیستی آورده‌است که در عملیات تروریستی در ترکیه کشته شده‌اند و احتمالاً با حمایت‌های ایران بود.